# Tears in the Sky
「Tears in the Sky」（ティアーズ・イン・ザ・スカイ）は、2008年12月17日にリリースされた高杉さと美の7枚目のシングル。

## 収録楽曲

### CD
1. Tears in the Sky （作詞：ひふみかおり・高杉さと美 作曲：佐々木潤）
2. ティアクライス〜希望のトビラ〜 （作詞：三浦憲和 作曲：三浦憲和）
3. Tears in the Sky -ゲームオープニング Edit-
4. Tears in the Sky -Instrumental Ver.-
5. ティアクライス〜希望のトビラ〜 -Instrumental Ver.-

### DVD
1. Tears in the Sky music video
2. “高杉さと美 premium LIVE -garden party-”Digest parts 3
3. “Tears in the Sky”「幻想水滸伝ティアクライス」オープニングムービー
4. “ティアクライス〜希望のトビラ〜”スペシャルムービー Produced by 「幻想水滸伝ティアクライス」